# Rheopelopia ornata
Rheopelopia ornata är en tvåvingeart som först beskrevs av Johann Wilhelm Meigen 1838.  Rheopelopia ornata ingår i släktet Rheopelopia och familjen fjädermyggor. Arten har ej påträffats i Sverige. Inga underarter finns listade i Catalogue of Life.